# Guo Rugui
Guo Rugui (chinesisch 郭汝瑰, Pinyin Guō Rǔguī, W.-G. Kuo Ju-kuei; geboren 1907 in Tongliang, Sichuan; gestorben 1997) war ein chinesischer Militär, Spion und Militärschriftsteller.

## Leben
Guo Rugui wurde 1907 im Kreis Tongliang geboren. Er war ein Absolvent der fünften Phase der Whampoa-Militärakademie. Er war seit 1928 Mitglied der Kommunistischen Partei Chinas und schloss sich unter deren Führung der verdeckten Nachrichtendienstfront an und führte einen besonderen Kampf im Herzen der Kuomintang, indem er das Zentralkomitee der Kommunistischen Partei Chinas ständig mit streng geheimen militärischen Informationen versorgte. Er trat 1949 in die Volksbefreiungsarmee ein und war Ausbilder an der Militärakademie in Nanjing.
Guo Rugui ist insbesondere bekannt als Herausgeber einer langjährig in einer Arbeitsgruppe verfassten, breit angelegten Militärgeschichte Chinas (Zhongguo junshi shi), die im Verlag der Volksbefreiungsarmee erschien. Das Buch ist die erste Monographie, die eine kurze Geschichte des alten chinesischen militärischen Denkens seit der Gründung der Volksrepublik China liefert.
1964 hatte Marschall Ye Jianying die Forschungsabteilung für Militärgeschichte der Militärakademie Nanjing beauftragt, unter der Leitung der Akademie der Militärwissenschaften eine solche Geschichte vorzubereiten.
Später veröffentlichte Guo Rugui seine Memoiren, in denen er seine nachrichtendienstlichen Leistungen beschrieb. In seinen späten Jahren starb er bei einem Autounfall.
In einer Gedenkfeier für den Genossen Guo Rugui würdigte die Zentrale Militärkommission (Zhongyang Junwei) ihn mit den Worten, er habe ein „aufregendes, verschlungenes, reiches und tiefes Leben“ geführt und „einen großen Beitrag zum Sieg des Krieges gegen Japan und zur Befreiung des Volkes“ geleistet.

## Veröffentlichungen (Auswahl)
- Zhongguo junshi shi 中国军事史 [Militärgeschichte Chinas] (1983–1991), Hrsg. Guo Rugui u. a.
- Zhongguō Kàng-Rì Zhànzhēng zhèngmìan zhànchǎng zuòzhàn jì 中国抗日战争正面战场作战记 [Kriegskampagnen in Chinas Anti-Japanischem Krieg]. Huang Yuzhang (Hrsg.). Jiangsu People’s Publishing House 2005, ISBN 7-214-03034-9